# Suhpalacsa lyriformis
Suhpalacsa lyriformis är en insektsart som beskrevs av Tim R. New 1984. Suhpalacsa lyriformis ingår i släktet Suhpalacsa och familjen fjärilsländor. Inga underarter finns listade i Catalogue of Life.